# ジョージ・ベラス・グリノー
ジョージ・ベラス・グリノー（George Bellas Greenough, 1778年1月18日 - 1855年4月2日）はイギリスの地理学者・地質学者。イングランドとウェールズの地質図の作成、および地質学の学問的・制度的確立への貢献で知られている。弁護士をしていたこともあって弁術に長けており、ロンドン地質学会の初代会長として行った年次報告は当時の地質学研究を方向付けるほど影響力があった。

## 業績
王立協会会員であったことに加え、ロンドン民族学協会(the Ethnological Society of London)、ロンドン・リンネ協会、王立地理学会(最初の評議員であり、1839年から1840年までは会長を務めた)、Society for the Diffusion of Useful Knowledgeに所属していた。また1831年に英国科学振興協会(the British Association for the AdvancementofScience、現在のthe British Science Association)の設立にあたって中心的役割を果たすなど、自然科学系の諸学会への貢献も大きかった。
グリノーはウィリアム・スミスの英国地質図の出版(1815)の後を追う形で、1820年にイングランドとウェールズの本格的な地質図を出版した(ただしスミスの地質図を無断で利用して製作されたものであった)。晩年には英国統治下のインドの最初の地質図を製作した。
彼は地図作成にあたって一般化や理論的予断を排して各地の地質・地理情報を詳細に整理する手腕に長けていたが、その一方でスミスの採ったような化石観察に基づく地層区分の推定の方法(地層累重の法則)には理解を示さなかった。

## 青年期
グリノーは同名のジョージ・ベラスの子供としてロンドンで生まれた。その父は民法博士会館(Doctor's Commons)の事務弁護士(proctor)として成功していた人物であり、母はセント・ポール大聖堂があるラドゲイト・ヒル(Ludgate Hill)で薬剤師をしていたトマス・グリノーの一人娘である。6歳の時、父母が相次いで死に、母方の祖父の養子となる。祖父は彼を当初スラウ(Slough)近くのソルトヒル(Salthill)の学校、続いてイートン校に行かせた。彼はその時期に死んだ祖父の遺志でグリノー姓を自分の名前に加えるようになる。
1795年、ケンブリッジのペンブルック・ホール (Pembroke College、現在のペンブルック・カレッジ)に進学し、3年間法律を学んだが、卒業しないまま1798年9月、ゲッティンゲン大学に留学する。
同大学でも法律の勉強を続けたが、ヨハン・フリードリヒ・ブルーメンバッハの影響で自然史に傾倒するようになる(1840年ブルーメンバッハの死に際し、グリノーは彼のことを「ドイツのジョン・ハンター」と呼んで地理学会誌に追悼文を書いている)。また一時フライベルク鉱山アカデミー(Freiburg Mining Academy)でもアブラハム・ゴットロープ・ウェルナーの元で鉱山学を学んだ。
ゲッティンゲン留学時代、同時期に留学していた詩人のサミュエル・テイラー・コールリッジと近しくなっている(1804年、グリノーはコールリッジがマルタ島に行く際の行程や現地での職の手配に一役買った)。
その後1799年には、グリノーは鉱物収集の目的で少なくとも2回ハルツ山地へ行き、そのうち一回はコールリッジが同伴している。

## 帰国後

### 地質学研究
1801年にイギリスに帰国する。その後も国内やフランス・イタリアを周遊をし、その中でコーンウォール地方のペンザンス(Penzance)ではハンフリー・デービーと出会う。
その後ウェストミンスターに身を落ち着けてからはロンドンの王立研究所に活発に関わるようになり、デーヴィやウィリアム・ウォラストンの講演を聴講したり、当研究所の秘書を数年間務めるなどした。
1805年には弁護士のジェイムズ・スキーンとともにスコットランドを、1806年にはデーヴィとアイルランドを周り、地質学の知見を深めていった。
1807年王立協会の会員になり、またデーヴィが「地質学の小さな談話クラブ("a little talking Geological Club")」(1807年11月13日William Pepysへの手紙)と呼んでいた、鉱物学者たちの集まりにも顔を出すようになった。このクラブが端緒となり、ロンドン地質学会が同年に設立された。
当時の王立協会会長ジョセフ・バンクスは地質学会を王立協会の管轄下に置きたかったために設立に反対しており、デーヴィ始め他のメンバーは手を引くことになった。しかしグリノーは自立した学会として組織するという当初の計画に拘り、1811年には地質学会の会長職に就くなど、学会の設立と発展に貢献した（その後も1818年と1833年に会長に再選している）。

### その他の活動
1807年、腐敗選挙区として有名なサリー州のガットンにおいて議員に選出され、1812年まで議席を持っていたが、議会議事録には彼が活動をした記録はない。
1803年から1811年まで、地質学研究にいそしむ傍らでロンドンとウェストミンスターのLight Horse Volunteerと呼ばれる志願民兵団にも所属していた。しかし1819年のピータールーの虐殺を軍隊の権力乱用であると考え、人道的な理由からその民兵団を辞した。

## 地質図の編纂
当初から地質図の製作に関心をもっていたグリノーは、1808年にイングランドとウェールズの様々な地層の境界線を調査・スケッチし、1810年には地質図作成のために国内を回った。1812年、地質学会に"nine maps of England with the principle strata sketched in"を提出し、学会評議会からより大規模なイングランドとウェールズの地図を作成するよう要請された。しかし、当座の地形図の図版の質が満足のいくものではなく、1814年までは準備できなかった。

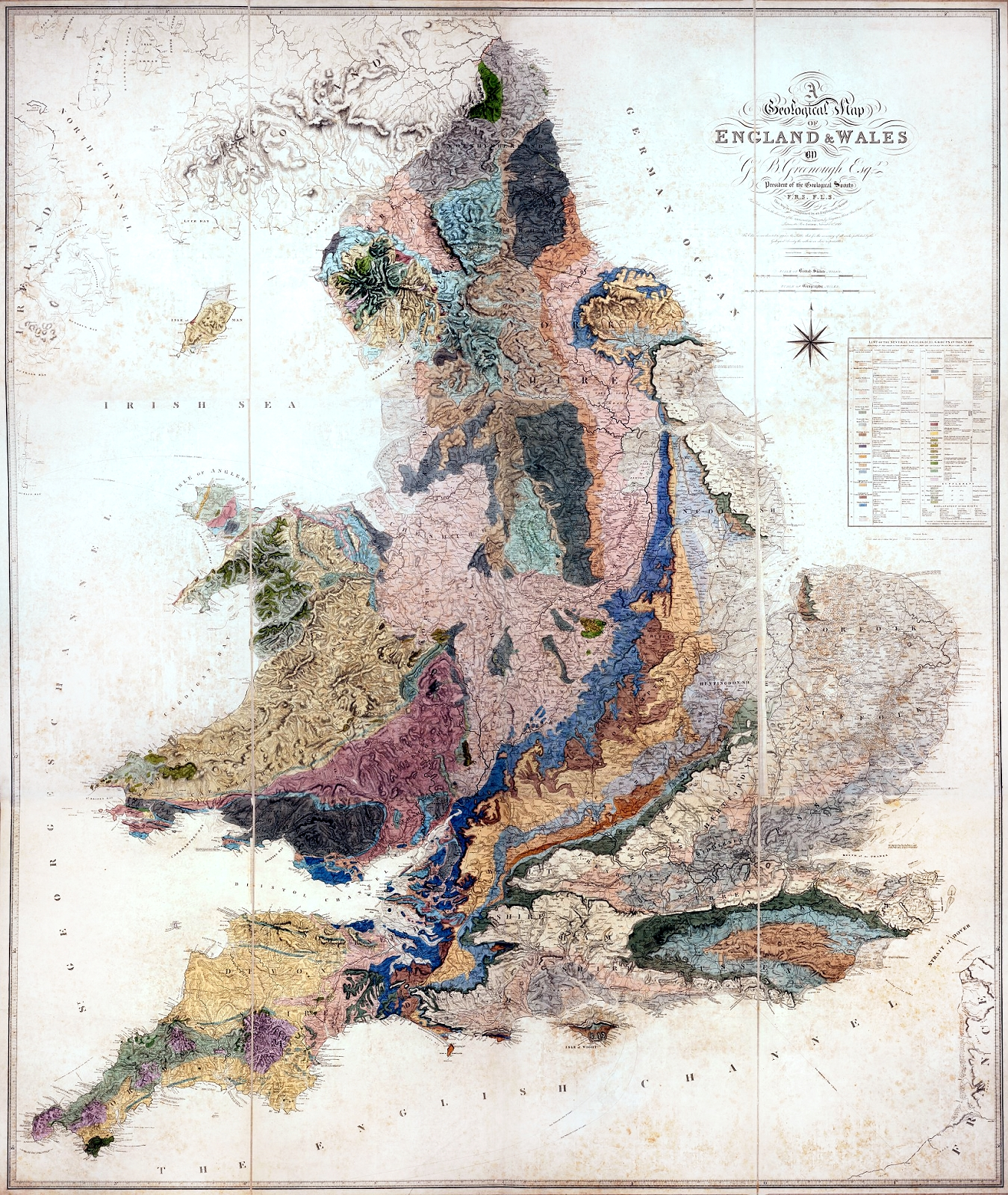
Geological Map of England and Wales (1820)

その後、イングランドとウェールズの地方にいた学会メンバーが各地の岩石や地層の詳細を提出し、それらをグリノーが地質図としてまとめ上げて編纂することになった。フランシス・ベーコン的帰納主義者であったグリノーは、詳細な情報を集めて体系化することで岩石の配置パターンを経験的に導き出すことを目指した。情報収集に当たっては、ウィリアム・バックランドとともにイングランドの岩石調査をした他、ウィリアム・ダニエル・コニベア、ヘンリー・デ・ラ・ビーチ ,
Henry Warburton、Thomas Webster(当地質図の下図製作をした)、John Farey Sr.、J. Hailstone、David Mushet、Thomas Biddle、アーサー・エイキンら様々な地質学関係者からの協力を得ている。
1820年にグリノーはこうして編纂・製作した地図をGeological Map of England and Walesとして出版した(第2版が1840年、第3版が1865年に出版されている)。この地図は、初期の地質学会がグリノーを中心として組織した地質図作成委員会のプロジェクトの集大成であった。

### 剽窃問題
ただし、グリノーは1815年にすでにウィリアム・スミスが先に地層区分を色分けした画期的な地質図を出版していたことを知っており、自身の地層の描写においてスミスからの盗用は明らかであった。しかしそれにも関わらず、グリノーはスミスの功績を認めようとしなかった。地質図と同年に出版した学術報告書では、グリノーは1804年の時点でスミスが地図製作に着手していたのは知っていたが、長い間出版の見込みがないため「スミスが実質的にその仕事を放棄したものと考え、自分が引き継いだ」のであり、「スミスの地図は出版されるまで見たことはなかった」と主張している。スミスからの無断借用は第2版にもあり、グリノーの死後に出版された第3版(1865)になってようやくタイトルに"on the basis of the original Ｍap of William Smith, 1815"という表記が加わった
グリノーと地質学会がスミスと共同作業をしなかったことの理由として、労働者階級のスミスに対する彼らのスノッブな態度を挙げる意見がある が、一方で、R. Laudenのように、グリノーはスミスが行ったような化石の種類から岩石や地層の性質を分類していく方法に懐疑的であった、という学術的な理由の方が説得的であるとする見解もある。グリノーは化石に含まれる種が現生種と異なるという理由で、化石データは地層の相対年代や岩石の堆積状態を推定するのには使えないと考えており、またスミスが用いていた地層(stratum)や層(formation)といった概念にも疑念を抱いていた。
現在、スミスとグリノーの地図は、ロンドンのバーリントン・ハウス(Burlington House)の地質学会の玄関ホールの中央階段付近に並んで掛けられている。
1819年には、グリノーは8つのエッセイからなるA Critical Examination of the First Principles of Geologyを出版し、火成説(Plutonism)を含め当時の地質学に関する様々な誤った知見に対して批判的な検証を行った。

## インド地質図の製作

General Sketch of the Physical and Geological Features of British India (1855)の一部 - Zoomable

1843年グリノーは、当時イギリス統治下にあったインドの地質図の作成に取り掛かった。1852年にはベンガル・アジア協会(the Asiatic Society of Bengal)のためにヒンドゥスターンの地図を作り、1854年にはインド全体の地質図を“General Sketch of the Physical and Geological Features of British India”として出版した(東インド会社は1850年に鉄道を敷いたばかりであったため、地理的情報が不可欠だったという背景がある)。グリノー自身はインドに行ったことがなかったが、英国地質図作成の時と同様、東インド会社の役人や将校ら現地の人々からの情報収集によってこの地質図を編纂した。
 東インド会社は完成した地質図を60部購入し、現地で配布している。

## 晩年と遺産

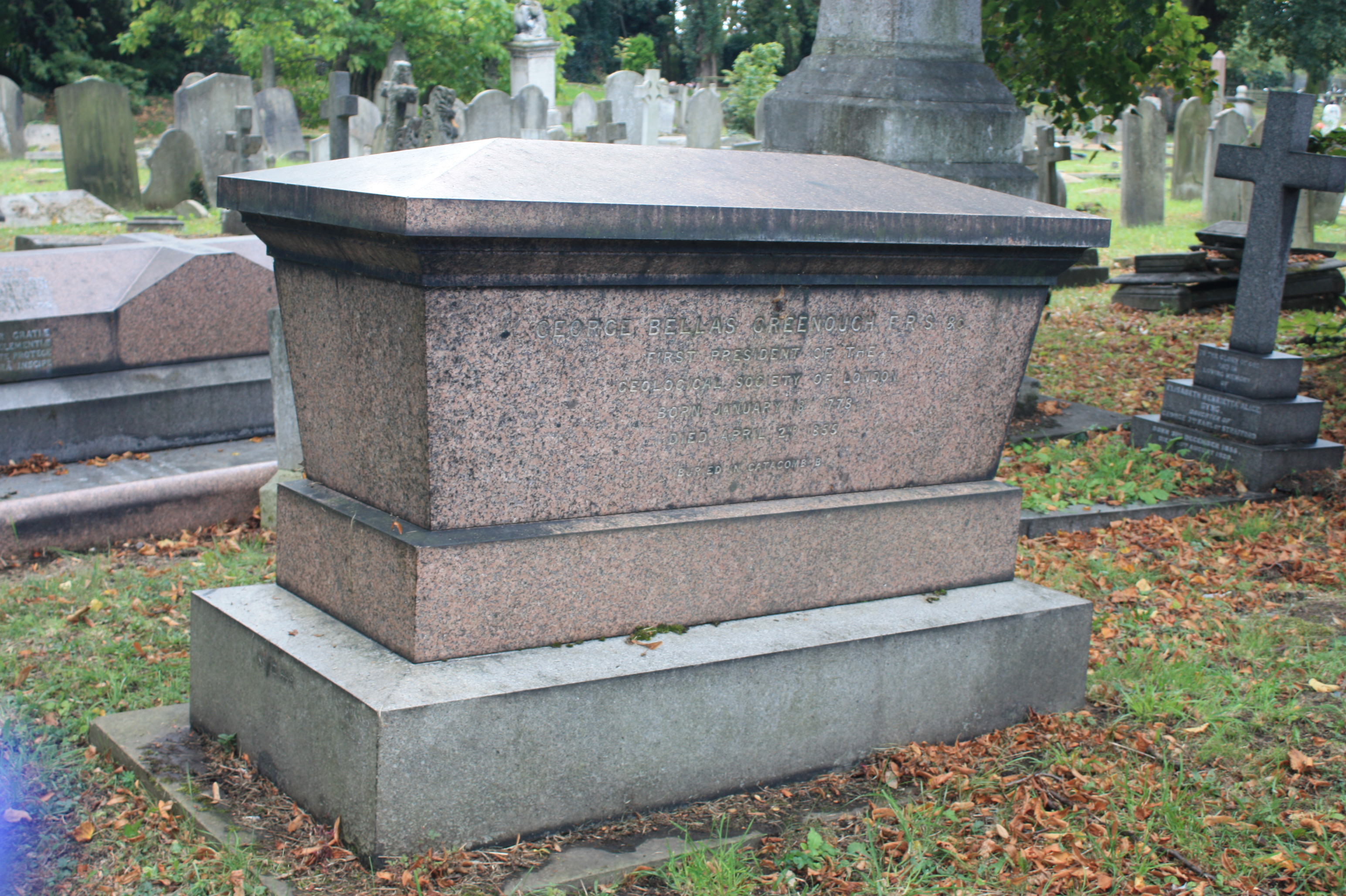
Kensal Green Cemeteryにあるグリノーの墓

グリノーは高齢になっても大陸旅行を続け、76歳の時に地質研究のためにイタリアと東欧（コンスタンティノープル）に行ったが、途中で浮腫 (dropsy) が原因でナポリで1855年4月2日に死去した。グリノーの化石コレクションはロンドン大学の地質学部に寄贈され、手記は当大学図書館にグリノー文書コレクションとして保管されている。
西オーストラリアのグリナフ川は、ジョージ・グレイ隊長によるパース(Perth)北部の探索をグリノーが後援したことにちなんで、1839年に名付けられた。その地域は小麦生産が成功したことで、入植地のグリナフとして発展した。

Richard Westmacottによるグリノーの大理石像は地質学会に保管されている。

## 著作
- A Critical Examination of the First Principles of Geology in a series of essay. Londonː Longman, 1819.
- Memoir of a Geological Map of England (2nd ed.), London: Richard and John E. Taylor, 1840.
- 'General Sketch of the Physical Features of British India.' London, 1854.